# Akita inu
L'Akita Inu és una raça de gos. Existeix una variant de la raça anomenada Akita americà, tot i que aquesta denominació encara planteja grans controvèrsies entre les federacions canines internacionals, les nord-americanes i les japoneses.

## Història i origen de la raça
L'Akita Inu és una raça provinent de la regió d'Akita, al nord del Japó, i en el seu país natal és considerat tresor nacional. "Inu" significa "gos" en japonès. A part d'haver estat declarat monument nacional pel Ministeri d'Educació nipó, és considerat com un símbol de bona salut, prosperitat i bona fortuna. Quan neix un nen, o bé quan hi ha algú malalt en la família, s'ofereix com a regal una petita talla d'aquest gos.
Es tracta d'un gos pertanyent a la família dels spitz, amb una creació natural, uns 3.000 anys. Els guerrers el feien servir com a gos de defensa, d'atac i també s'utilitzava per a la caça major, concretament d'ossos.

## Descripció
És un gos de talla gran i constitució robusta. Amb un crani voluminós i pla, el front ample i l'stop ben marcat. Els ulls són petits i lleugerament triangulars, les orelles relativament petites, triangulars i arrodonides en el seu extrem. El dors és recte i curt, amb pit profund i ben desenvolupat i el ventre encongit. Té la cua d'inserció alta i enrotllada sobre el dors.
- Color: Atigrat, negre, vermell i blanc esquitxat de taques.
- Pelatge: Pèl rude i recte. Els de la cua són una mica més llargs. El subpèl és esponjós i atapeït.
- Alçada: 67 cm en els mascles, 60,6 cm en les femelles, amb un marge de 3 cm per excés o per defecte.
- Pes: els mascles poden arribar a pesar 50 kg.

## Cures
Requereix exercici diari. Suporta bé les inclemències del temps a causa del seu dens pelatge.
Cal prestar especial atenció a la seva alimentació, ja que influirà directament sobre el seu pelatge. Així, s'ha d'evitar que mengi sobres de la taula, sucres i greixos cuits.

## Temperament
Té un caràcter reservat i silenciós, romandrà impassible en situacions irritants, de poca importància. Es diu que quan un Akita borda té un motiu de pes per fer-ho. En la relació amb altres gossos prendrà el paper dominant, no buscarà enfrontament llevat que hagi estat reptat. Haurem d'acostumar-lo des de cadell a la relació amb tota mena de gossos i altres animals que hagin de conviure amb ell, per a així aconseguir fer del nostre Akita un gos totalment sociabilitzat.
Està dotat d'un temperament tranquil i equilibrat, és un gos que suportarà les trapelleries dels nens amb una gran paciència, es trobarà especialment a gust amb la companyia dels menuts, dels que arribarà a ser inseparable i als quals defensarà i protegirà de qualsevol intrús.

## Entrenament
Són molt intel·ligents, per la qual cosa requeriran períodes molt curts d'entrenament per part del seu amo, per a evitar que el gos s'avorreixi. L'entrenament d'obediència durarà el seu temps.

## Utilitat
S'adapta perfectament a la vida en un pis, sempre que se'l tregui les vegades necessàries, per la qual cosa es pot tenir perfectament com a animal de companyia. És un animal dòcil i afectuós que sap defensar en tot moment els seus; així, doncs, és un bon guardià.
En alguns països, l'Akita Inu és considerada una raça potencialment perillosa.